# Yuan Liying
Yuan Liying (chinesisch 苑丽颖; * 13. April 2005) ist eine chinesische Bahnradsportlerin, die auf Kurzzeitdisziplinen spezialisiert ist.

## Sportlicher Werdegang
Yuan stammt aus Dongfeng in der Provinz Jilin. Sie war schon in der Jugend ein Ausnahmetalent, stand mit 14 Jahren in der Provinzauswahl und nahm 2021 an den Chinesischen Nationalspielen teil. Ihren ersten Auftritt in der internationalen Elite hatte sie mit nur 17 Jahren beim Nations Cup im Juli 2022 in Cali. Bei dieser Gelegenheit gewann sie zusammen mit Guo Yufang und Zhang Linyin den Teamsprint und wurde Dritte im Keirin. Bei den Weltmeisterschaften 2022 gewann sie zusammen mit Guo Yufang und Bao Shanju die Silbermedaille.
Mit Guo und Bao bildete sie 2023 die Stammbesetzung der chinesischen Teamsprint-Mannschaft; in dieser Formation gewannen sie die Asienmeisterschaften, die Asienspiele (hier auch mit Jiang Yulu), die chinesischen Meisterschaften sowie im Nations Cup in Kairo. Individuell konnte sich Yuan im Sprint als chinesische Meisterin und mit Silber hinter Mina Satō bei den Asienspielen auszeichnen.
Am 26. Juni 2024 stellte Yuan gemeinsam mit Guo Yufang und Bao Shanju mit 45,478 Sekunden einen neuen Weltrekord im Teamsprint über 750 Meter auf. Der Rekord wurde auf der Radrennbahn des Luoyang Sports Center im chinesischen Luoyang im Rahmen der China Track League 2024 gefahren. Dabei wurde Wettbewerb dem Ablauf bei den Olympischen Spielen in Paris nachempfunden, indem unter anderem internationale Schiedsrichter und Anti-Doping-Kontrolleure eingeladen worden waren. Bei den Olympischen Spielen konnte das Trio die daraus entstehende Favoritenrolle nicht wahrnehmen und kam im Teamsprint auf den sechsten Platz. Im Keirin schied Yuan im Viertelfinale aus. Ein dabei erlittener Sturz hinderte sie am Start im Sprint.
Anfang 2025 gewann Yuan den Sprint im Nations Cup von Konya. Dabei stellte sie in der Qualifikation einen historischen Weltrekord auf, indem sie als erste Frau die 200 Meter bei fliegendem Start unter 10 Sekunden fuhr.

## Erfolge
2022
 Nations Cup in Cali – Teamsprint (mit Guo Yufang und Zhang Linyin)
 Weltmeisterschaften – Teamsprint (mit Guo Yufang und Bao Shanju)
2023
 Asienmeisterin  – Teamsprint (mit Guo Yufang und Bao Shanju)
 Chinesische Meisterin  – Sprint, Teamsprint (mit Guo Yufang und Bao Shanju)
 Nations Cup in Kairo – Teamsprint (mit Guo Yufang und Bao Shanju)
 Asienspiele – Teamsprint (mit Bao Shanju, Guo Yufang und Jiang Yulu)
 Asienspiele – Sprint
 Weltmeisterschaften – Teamsprint (mit Guo Yufang und Bao Shanju)
2025
 Nations Cup in Konya – Sprint